# کوپ (لهستان)
کوپ (به لهستانی:  Kup) یک روستا در لهستان است که در گمینا دوبژنگ ویلکی واقع شده‌است.
 کوپ  ۱٬۲۰۰ نفر جمعیت دارد.